# Неуловимые (фильм, 2012)
«Неуловимые», оригинальное название — «Красный рассвет» (англ. Red Dawn) — американский военный боевик режиссёра Дэна Брэдли по сценарию Карла Эллсуорта и Джереми Пассмора, ремейк одноимённого фильма 1984 года. В главных ролях Крис Хемсворт, Джош Пек, Джош Хатчерсон, Эдрианн Палики, Изабель Лукас и Джеффри Дин Морган. В центре фильма группа молодых людей, защищающих свой родной город от северокорейского вторжения. Премьера в США состоялась 21 ноября 2012 года, в России — 14 марта 2013 года. Оригинальный сценарий был написан в разгар холодной войны и носил ярко выраженный антисоветский характер. В варианте 1984 года в США вторгаются советские и кубинские войска. Спустя почти 30 лет фантастический сюжет вторжения переработан с участием северокорейских войск (при поддержке русских).

## Сюжет
В результате экономического кризиса развитые западные страны оказались в упадке. США подвергаются массированному военному удару со стороны Северной Кореи. Противник высаживает десант и быстро захватывает ключевые элементы инфраструктуры страны. Оборона США оказалась бессильна против секретного оружия корейцев, отключившего связь в войсках, пытавшихся оказать сопротивление.
События застают бывшего морского пехотинца Джеда Эккерта в городе Спокан (штат Вашингтон), куда он приехал в отпуск навестить отца, сержанта полиции Тома Эккерта. Увидев в небе десант корейской армии, отец просит сына скрыться в лесу. К Джеду присоединяются несколько молодых людей. Тома Эккерта казнят за отказ сотрудничества с новыми властями. Джед Эккерт клянется отомстить. Его группа называет себя «Росомахи» и начинает партизанскую войну.
После первого же нападения ребята обзаводятся оружием и начинают тренировки под руководством Джеда. В результате успешной атаки на форпост неприятеля «Росомахи» отбивают Эрику, девушку Мэтта. Захватчики проводят минометный обстрел леса, гибнут двое партизан. Ребята переносят свою базу глубже в лес. «Росомахи» выходят на связь с действующей армией США. Оказывается, что противник захватил территорию ближе к береговой линии. В глубине страны, на границе Каскадных гор, армию захватчиков удалось остановить. Сержант-майор Таннер раскрывает секрет быстрого успеха врага. На вооружении корейцев была новая версия ЭМИ-генератора, который вывел из строя все электронное оборудование. За его разработкой стоят российские специалисты. При этом у противника есть мобильные телефоны, способные работать в условиях подавления связи. Росомахи соглашаются организовать нападение на полицейский участок врага и захватить образец подобного устройства для разведки.
Операция проходит успешно. Однако при отходе группу начинает преследовать российский спецназ. Один из «росомах» Дэррил догадывается, что их так легко нашли благодаря устройству слежения, но не может быстро найти «маячок». Дэррил остается прикрывать отход группы и вероятно погибает. Чемодан с телефоном передают Таннеру, и тот собирается переправить его в глубь страны, в «Свободные Штаты». Группа остается в лесу и собирается продолжить свою борьбу.

## В ролях
| Актёр              | Роль                       |
| ------------------ | -------------------------- |
| Крис Хемсворт      | Джед Эккерт                |
| Джош Пек           | Мэтт Эккерт                |
| Джош Хатчерсон     | Роберт Китнер              |
| Эдрианн Палики     | Тони Уолш                  |
| Изабель Лукас      | Эрика Мартин               |
| Коннор Круз        | Дэрил Дженкинс             |
| Джеффри Дин Морган | сержант-майор Эндрю Таннер |
| Эдвин Ходж         | Дэнни Джексон              |
| Бретт Каллен       | Том Эккерт                 |
| Алисса Диас        | Джули Гудиер               |
| Джулиан Алькараз   | Грэг Гудиер                |
| Майкл Бич          | мэр Дженкинс               |
| Уилл Юн Ли         | капитан Чо                 |
| Майкл Найт         | полковник Иванов           |
| Мэтт Джеральд      | сержант Ходжес             |
| Кеннет Чои         | капрал Смит                |
| Стив Ленц          | Пит                        |

## Съёмки
Съёмки проходили в 2009 году в Калифорнии, Мичигане и Спокане (Вашингтон). Изначально по переработанному сценарию в США вторгаются китайские войска, но позже, дабы не потерять китайскую прокатную кассу, национальность захватчиков изменили.